# Daniel Sheehan

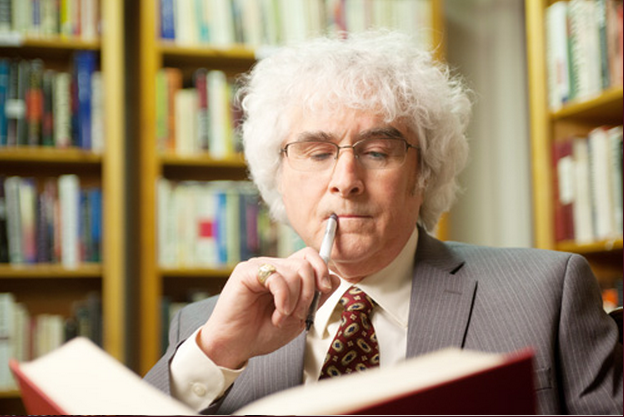
Daniel Sheehan (2012)

Daniel Sheehan (* 9. April 1945 in Glens Falls, New York) ist ein US-amerikanischer Jurist und politischer Aktivist. Als Bürgerrechtsanwalt war er an mehreren Fällen von großem öffentlichen Interesse beteiligt und verklagte mehrmals die US-Regierung. Er gründete 1979 das Christic Institute und 1992 seinen Nachfolger, das Romero Institute.

## Laufbahn
Sheehan wuchs in Warrensburg im Bundesstaat New York in der Nähe eines Reservats der Irokesen auf. Er begann ein Studium an der Northeastern University in Boston im Sommer 1965. Er war kurzzeitig Mitglied des ROTC-Programms der US-Armee an der Northeastern University, trat aber aus und schloss sich nicht dem Militär an. Sheehan gab später an, ihm sei gesagt worden, dass er in Vietnam möglicherweise Nichtkombattanten töten müsse. Er wechselte an das Harvard College, das er 1967 mit einem Abschluss in American Government Studies verließ. Anschließend besuchte er die Harvard Law School, wo er 1970 einen Juris Doctor erwarb.
Nach seinem Abschluss arbeitete Sheehan für die renommierte Anwaltskanzlei Cahill, Gordon, Sonnett, Reindel & Ohl in New York City. Hier vertrat er u. a. die Insassen der Attica Correctional Facility und Mitglieder der Black Panther Party in den frühen 1970er Jahren. Sein bedeutendster Fall war allerdings der Fall New York Times, Co. v. U.S. (der „Pentagon Papers Case“), in dem die New York Times – und die Washington Post – das Recht erhielten, eine geheime Pentagon-Studie zu veröffentlichen, die Geheiminformationen über den Vietnamkrieg enthüllte. Da Sheehan sich bei der Kanzlei in seinen kontroversen Bürgerrechtsfällen allerdings nicht unterstützt fühlte und vorwiegend Großunternehmen vertreten sollte, verließ er diese 1972. In der Folgezeit arbeitete er für die Demokratische Partei in New York und war für den Präsidentschaftswahlkampf von Senator George McGovern in New York und die Wählerregistrierung verantwortlich. Er wirkte auch an der Rockefeller-Kommission mit, welche Korruption im New York City Police Department untersuchte.
Im September 1973 kehrte Dan an die Harvard University zurück und begann sein Studium im Bereich der vergleichenden Sozialethik. Unterbrochen wurde dieses Studium von seiner Arbeit für die American Civil Liberties Union, für die er eine Reihe von Bürgerrechtsfällen bearbeitete, wobei er u. a. Aktivisten des American Indian Movement hinsichtlich der Besatzung der Ortschaft Wounded Knee vor Gericht vertrat. Er führte später sein Studium weiter und wurde dabei stark von den Ideen seines Professors Ralph Potter beeinflusst, der ein Schüler von Talcott Parsons war. Er schloss sein Studium aber nicht ab, sondern zog 1975 nach Washington, D.C. und arbeitete als Rechtsberater des nationalen Hauptsitzes der Jesuiten in den USA, von denen er ebenfalls stark beeinflusst wurde.
1977 wurde er von der National Organization for Women kontaktiert und organisierte mit dieser eine öffentliche Kampagne, um auf den Tod von Karen Silkwood aufmerksam zu machen, die auf mysteriöse Weise starb, als sie Dokumente über Sicherheitsverfehlungen der Kerr-McGee Nuclear Facility in Oklahoma überbringen wollte. Sie reichten eine Klage im Namen von Silkwoods Kindern ein und erstritten vor Gericht ein rekordverdächtiges Urteil mit einem Schadensersatz von 10,5 Millionen Dollar. Das Urteil schuf einen neuen rechtlichen Präzedenzfall im Haftungsrecht, der den Bau aller neuen Kernkraftwerke in den Vereinigten Staaten effektiv stoppte, indem er die „Obergrenze“ für verfassungswidrig erklärte, die einer privaten Nuklearanlage von einem Zivilgericht rechtmäßig auferlegt werden konnte.
Gemeinsam mit seiner Frau und einem Jesuitenpater gründete Sheehan 1979 das Christic Institute, das von der Lehre von Pierre Teilhard de Chardin inspiriert war. Das Institut vertrat u. a. die Opfer des Reaktorunfalls im Kernkraftwerk Three Mile Island und verklagte die American Nazi Party und den Ku-Klux-Klan für das Massaker von Greensboro. 1986 kam es zu einem aufsehenerregenden Prozess, als Sheehan im Namen von zwei Journalisten 30 Personen in einer Zivilklage verklagte, für das La-Penca-Attentat verantwortlich gewesen zu sein. Unter den Angeklagten befanden sich hochrangige US-Regierungsbeamte, darunter Mitglieder der CIA, sowie Angehörige der Contras und des Medellín-Kartells, denen Sheehan vorwarf, gemeinsam in den Drogenhandel verwickelt gewesen zu sein. Die Klage wurde jedoch abgewiesen, und der zuständige Richter verurteilte das Christic Institute zur Zahlung von 955.000 Dollar an Anwaltshonoraren und 79.500 Dollar an Gerichtskosten. Die IRS entzog dem Institut außerdem den Status der Gemeinnützigkeit als 501(c)(3) organization. Dadurch wurde das Christic Institute finanziell ruiniert, was laut Sheehan Absicht war, um ihn zum Schweigen zu bringen. Im November 1990 veranstalteten Bruce Springsteen, Bonnie Raitt und Jackson Browne im Shrine Auditorium aus Solidarität ein Benefizkonzert für das Christic Institute.
Im November 1992 zog Sheehan von Washington D.C. nach Kalifornien, wo er das Romero Institute als Nachfolger des Christic Institute aufbaute, für das er als Rechtsberater fungierte. Das Romero Institute ist nach dem Befreiungstheologen Óscar Romero benannt. Er war als Direktor des Projekts „Neues Paradigma“ auf dem Forum „Lage der Welt“ von Michail Gorbatschow tätig. Als Jurist vertrat er für das Romero Institute u. a. den Stamm der Lakota hinsichtlich ihrer Bürgerrechte und war an dem Rechtsstreit um den Bau der Dakota Access Pipeline beteiligt. Im Jahr 2013 veröffentlichte er bei Counterpoint Publishing seine Memoiren Daniel Sheehan: The People's Advocate. Sheehan lehrt an der University of California, Santa Cruz und äußert sich häufig öffentlich zu Themen wie dem Attentat auf John F. Kennedy, dem Umweltschutz und UFOs.

## Ufo-Aktivismus
Sheehan hat öffentlich über unidentifizierte Flugobjekte (UFOs) und außerirdische Besuche gesprochen. Sein Interesse an diesem Thema geht bis auf die 1970er Jahre zurück, als er Ende der 1970er Jahre als Special Counsel bei der Untersuchung der United States Library of Congress über die Existenz außerirdischer Intelligenz beteiligt war, die vom damaligen Präsidenten Jimmy Carter in Auftrag gegeben worden war. Er trat u. a. vor dem SETI-Projekt und auf dem internationalen UFO-Kongress auf, wo er Vorträge über die möglichen philosophischen und theologischen Implikationen von außerirdischem Leben hielt. Sheehan warf der US-Regierung vor, Wissen über die Existenz von Außerirdischen und ihre Besuche auf der Erde zu verheimlichen.
Sheehan war Rechtsberater des Psychiaters John E. Mack von der Harvard University, der sich mit Entführungen durch Außerirdische beschäftigte. 2001 beteiligte er sich am Disclosure Project von Steven M. Greer. In jüngerer Zeit vertrat er Luis Elizondo, den ehemaligen Direktor des Advanced Aerospace Threat Identification Program in einem Verfahren gegen das Verteidigungsministerium der Vereinigten Staaten.
Das New Paradigm Institute (NPI) wurde im Jahr 2023 von Daniel Sheehan und Sara Nelson als Tochtergesellschaft des Romero Institute gegründet. Es setzt sich für die Veröffentlichung von Geheiminformationen über UFOs im Besitz der US-Regierung ein.